# Dov Levin (Historiker)
Dov Levin (geboren 27. Januar 1925 in Kaunas, Litauen; gestorben 3. Dezember 2016 in Jerusalem) war ein litauisch-israelischer Historiker.

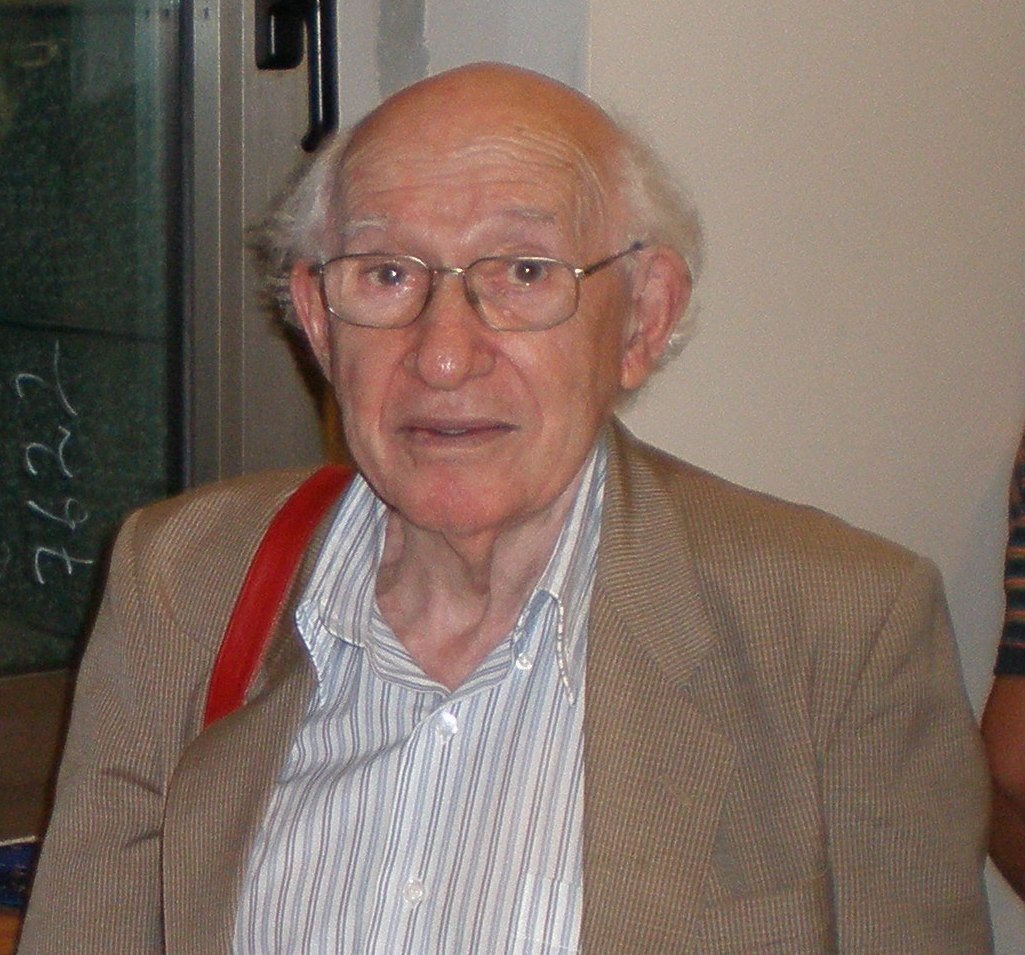
Dov Levin (2008)

## Leben
Dov Levin war ein Sohn des Tzvi Hirsh und der Bluma Wigoder. Er besuchte das nach Moshe Schwabe benannte hebräische Schwabe-Gymnasium in Kaunas und das jiddische Shalom Aleichem-Gymnasium und wurde Mitglied der zionistischen Jugendorganisation Hashomer Hatzair. 1941 wurde er mit seiner Familie im Ghetto Kaunas inhaftiert. Seine Eltern und neun Geschwister wurden Opfer des Holocaust. Levin entkam 1943 aus dem Ghetto und schloss sich den jüdischen Partisanen an. Nach der Befreiung Litauens durch die Rote Armee emigrierte er noch 1945 auf illegalem Weg nach Palästina.
Er studierte Soziologie, Geschichte und Ökonomie an der Hebräischen Universität Jerusalem. Er nahm als Offizier am Unabhängigkeitskrieg Israels teil und machte danach noch eine Ausbildung zum Sozialarbeiter. Levin arbeitete von 1951 bis 1971 im Jugend- und Sozialdezernat der Stadt Jerusalem und leitete die Statistik-Abteilung. Während des Sinai-Krieges 1956 wurde er erneut eingezogen, ebenso 1967 im Sechstagekrieg und 1973 im Jom-Kippur-Krieg. Er studierte 1966 mit einem Fulbright-Stipendium Sozialwissenschaften an der University of Chicago. 1971 wurde er mit einer Dissertation über den jüdischen Widerstand in Kaunas bei Yehuda Bauer an der Hebräischen Universität promoviert. Levin erhielt 1972 den Yitzhak-Sadeh-Preis für Militärgeschichte.
Levin wurde 1988 Direktor der Oral History Division des Harman Institute of Contemporary Jewry an der Hebräischen Universität Jerusalem. In 50 Jahren Forschungstätigkeit führte er 600 mit Fragebögen strukturierte Interviews durch mit immigrierten Holocaustüberlebenden aus den baltischen Staaten, die als Oral History aufgezeichnet wurden, in der Anfangszeit zusammen mit Dan Bar-On. Er hielt Seminare zur Interviewtechnik und -methodologie.
Levin setzte sich mit den Holocaustleugnern in den baltischen Staaten auseinander. Er begleitete 1993 eine Knesset-Delegation zur Verhandlung mit der litauischen Regierung über die Rehabilitierung von während des Zweiten Weltkrieges am Judenmord beteiligten Litauern.
Er veröffentlichte 1996 bei Yad Vashem eine Enzyklopädie der Shtetl in Litauen mit 500 Einträgen und einem historischen Überblick zur jüdischen Geschichte im Land. Er schrieb Artikel für die Enzyklopädie des Holocaust und die YIVO Encyclopedia of Jews in Eastern Europe.

## Schriften (Auswahl)
Für circa 500 Bücher und Aufsätze in Hebräisch siehe die Bibliographie.
- Baltic Jews under the Soviets 1940–1946. Jerusalem: Hebrew University of Jerusalem, 1994
- The Lesser of Two Evils – Eastern European Jewry under Soviet Rule 1939–1941. Philadelphia : The Jewish Publication Society, 1995
- Fighting Back – Lithuanian Jewry's Armed Resistance to the Nazis. 1997
- The Litvaks. A short story of the Jews in Lithuania. Jerusalem 2000, ISBN 965-308-084-9